# Рутка дрібнодзьоба
Рутка дрібнодзьоба, рутка гострокінцева (Fumaria rostellata) — вид трав'янистих рослин родини макові (Papaveraceae), поширений у центральній і південно-східній Європі, Туреччині.

## Опис
Однорічна гола рослина 10–50 см заввишки. Стебла від прямовисних до висхідних, гіллясті, зелені, залистнені. Чашолистки ширші від пелюсток, яйцюваті, дрібнозубчасті. Віночок 6–7 мм довжиною, пурпуровий, рожево-пурпуровий, рідко біла, на верхівці темно-пурпуровий, зовнішня пелюстка загострена. Сім'янки 1-насінні, кулясті чи еліптичні, верхівки гострі. Насіння від кулястого до майже кулястого, від бурого до іржавого. 2n=16.

## Поширення
Поширений у центральній і південно-східній Європі, Туреччині.
В Україні вид зростає на полях, городах, уздовж доріг — у Лісостепу на Правобережжі.